# Metaperiaptodes granulatus
Metaperiaptodes granulatus är en skalbaggsart som först beskrevs av Aurivillius 1908.  Metaperiaptodes granulatus ingår i släktet Metaperiaptodes och familjen långhorningar. Inga underarter finns listade i Catalogue of Life.